# Ehrennadel der Nationalen Front

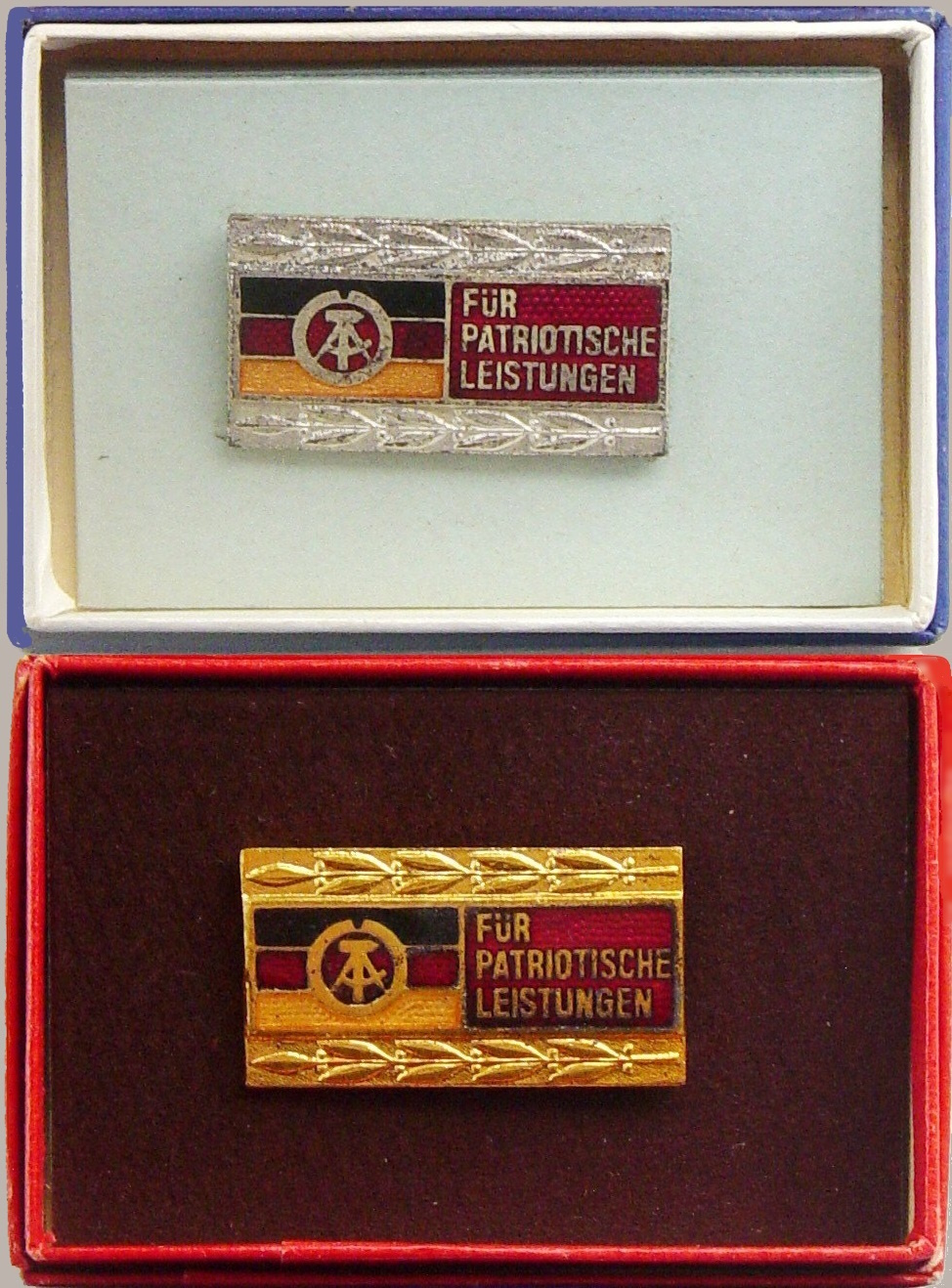
Ehrennadel der Nationalen Front (letzte Form ab 1973) in Silber und Bronze. Allerdings wirkt die bronzene Nadel in der Fotografie eher golden.

Die Ehrennadel der Nationalen Front war eine nichtstaatliche Auszeichnung  der Nationalen Front der Deutschen Demokratischen Republik (DDR), welche 1955 zunächst in einer Bronzestufe gestiftet und 1973 um die Silberstufe erweitert wurde.

## Aussehen
Die Ehrennadel gab es in verschiedenen zeitlichen Varianten. Allen gleich ist die rechteckige Form der Nadel, wobei links die Farben Schwarz-Rot-Gold und rechts in einem Extrafeld auf gekörntem Grund die Aufschrift
angebracht war. 

### Aussehen 1955–1960
Diese Version zeigte die Farben Schwarz-Rot-Gold in einem Wappenschild, der oben und unten über die Spange hinausragte und links von einem nach oben gerichteten Lorbeerzweig begleitet war. 

### Aussehen 1960–1973
Diese Version zeigte im Wappenschild nunmehr die Flagge der DDR (also die Farben Schwarz-Rot-Gold mit dem Staatswappen der DDR belegt). Die übrige Gestaltung blieb gleich.

### Aussehen 1973–1990
1973 wurde die Nadel umgestaltet. Sie zeigte nunmehr an ihrer linken Seite nicht mehr die Staatsflagge der DDR in einem Wappenschild, sondern in Form eines Rechtecks. Die Aufschrift und ihre Anordnung blieben gleich. Flagge und Aufschrift wurden an ihrer oberen und unteren Seite von einem waagerechten Balken begleitet, auf welchem je ein links liegender Lorbeerzweig zu sehen war. Insgesamt war die Nadel von 1973 höher aber auch schmaler als ihre Vorgänger.